# Huscarl
Un huscarl fou una tropa especial encarregada de la guàrdia personal del reis i els senyors escandinaus durant l'edat antiga i l'edat mitjana armats amb grans destrals i actuant com la infanteria d'elit. La paraula huscarl prové del Nòrdic antic huscarl o huskarl que significa 'home de la casa'. Foren els únics soldats professionals del Regne a causa del fet que la resta de la infanteria solia ser milícia o mercenaris contractats. Com eren tropes d'elit, els regnes no solien tenir més de 3.000 tropes perquè el seu manteniment era costós.
Foren introduïts a Anglaterra quan la conquerí el rei danès Canut II de Dinamarca on arribaren als 3.000 efectius (degut a això, es veren obligats a imposar un impost addicional per tal de poder pagar el seu manteniment). En temps de pau, els huscarlas ocupaven càrrecs administratius com a representants del rei però la seva funció principal era la de defensa dels Nobles i Senyors.
Quan els reis Saxons recuperaren un altre pic el poder a l'illa, conservaren el servei dels huscarlas com a infanteria d'elit. Emperò, en la batalla de Hastings el 1066 la gran majoria moriren en mans dels normands comandats per Guillem I d'Anglaterra. No obstant això, una part dels huscarlas aconseguiren fugir cap a l'Europa continental i guanyar-se la vida com a mercenaris, arribant a ser la guàrdia personal de l'Imperi Romà d'Orient (guàrdia varega) o de Moscòvia (drujina).